# Hrvatska bowling liga 2001./02.
Hrvatsku bowling ligu za sezonu 2001./02. je osvojio klub "Grmoščica" iz Zagreba. 

## Ljestvica
| mj | klub                         | ut | pob | ner | por | bod |
| -- | ---------------------------- | -- | --- | --- | --- | --- |
| 1. | Grmoščica Zagreb             |    |     |     |     | 110 |
| 2. | Importanne Zagreb            |    |     |     |     | 102 |
| 3. | Kustošija Zagreb             |    |     |     |     | 96  |
| 4. | Elka Zagreb                  |    |     |     |     | 80  |
| 5. | Ericsson Nikola Tesla Zagreb |    |     |     |     | 72  |
| 6. | Purger - Zagreb              |    |     |     |     | 65  |
| 7. | Obrtnik Zagreb               |    |     |     |     | 64  |

## Unutrašnje poveznice
- Hrvatska kuglačka liga za muškarce 2001./02.
- Hrvatska kuglačka liga za žene 2001./02.

## Vanjske poveznice
- kuglanje.hr, bowling natjecanja  Arhivirana inačica izvorne stranice od 27. svibnja 2019. (Wayback Machine)
- bowling-hrvatska - Hrvatska bowling sekcija  Arhivirana inačica izvorne stranice od 8. lipnja 2019. (Wayback Machine)
- bowling.hr  Arhivirana inačica izvorne stranice od 8. lipnja 2019. (Wayback Machine)